# Merel Witteveen
Merel Witteveen (ur. 12 maja 1985 w Lejdzie) – holenderska żeglarka sportowa, wicemistrzyni olimpijska.
Wicemistrzyni igrzysk olimpijskich w Pekinie w 2008 roku w klasie Yngling. Załogę tworzyły również Mandy Mulder i Annemieke Bes. Siódma zawodniczka w mistrzostwach świata w 2011 roku w Match racing.